# Нервіон (станція метро)
37°22′59″ пн. ш. 5°58′27″ зх. д. / 37.383038° пн. ш. 5.97414° зх. д.
«Нервіон» (ісп. Nervión) — станція лінії 1 Севільського метрополітену. Розташована в Авеніда де Едуардо Дато, на перехресті Сан-Франциско-авеню Хав'єр і Луїс де Моралес, в комерційному районі Нервіон та прилеглих до «Рамон Санчес Пісхуан» будинків в Севільї. У дні матчів Севільський метрополітен запускає спеціальну операцію, щоб зміцнити станції технічного обслуговування «Нервіон» і «Гран Пласа».
Є ліфти для інвалідів, ескалатори, продаж квитків та системи аварійної евакуації. Системи продажу квитків з використанням безконтактної технології в будь-який час і будь-який проїзний документ можна купити на вокзалі як вручну, так і автоматично.